# Stone Blue
Stone Blue es el séptimo álbum de estudio de la banda de rock británica Foghat, publicado en mayo de 1978 por Bearsville Records.

## Lista de canciones
1. "Stone Blue" (Dave Peverett) - 5:38
2. "Sweet Home Chicago" (Robert Johnson) - 3:59
3. "Easy Money" (Dave Peverett) - 3:35
4. "Midnight Madness" (Dave Peverett, Rod Price) - 6:53
5. "It Hurts Me Too" (Elmore James) - 5:32
6. "High on Love" (Dave Peverett, Rod Price) - 5:18
7. "Chevrolet" (Earl McDaniel) - 3:21
8. "Stay with Me" (Dave Peverett, Rod Price) - 4:23

## Créditos
- Dave Peverett - voz, guitarra
- Rod Price - guitarra, guitarra slide
- Craig MacGregor - bajo
- Roger Earl - batería